# Campanulina maduraensis
Campanulina maduraensis är en nässeldjursart som beskrevs av Chantal Billard 1940. Campanulina maduraensis ingår i släktet Campanulina och familjen Campanulinidae. Inga underarter finns listade i Catalogue of Life.